# Дахшур
Дахшур или Дашур (араб. دهشور‎ [dɑhˈʃuːɾ] — Dahschūr, копт. ⲧⲁϩϭⲟⲩⲣ Dahchur) — некрополь египетских фараонов Древнего и Среднего царств, расположенный в пустыне в 26 км к югу от Каира, на западном берегу Нила. Это самое южное «поле пирамид» в окрестностях древнего Мемфиса; его площадь составляет 3 х 1,5 км.

## Пирамиды

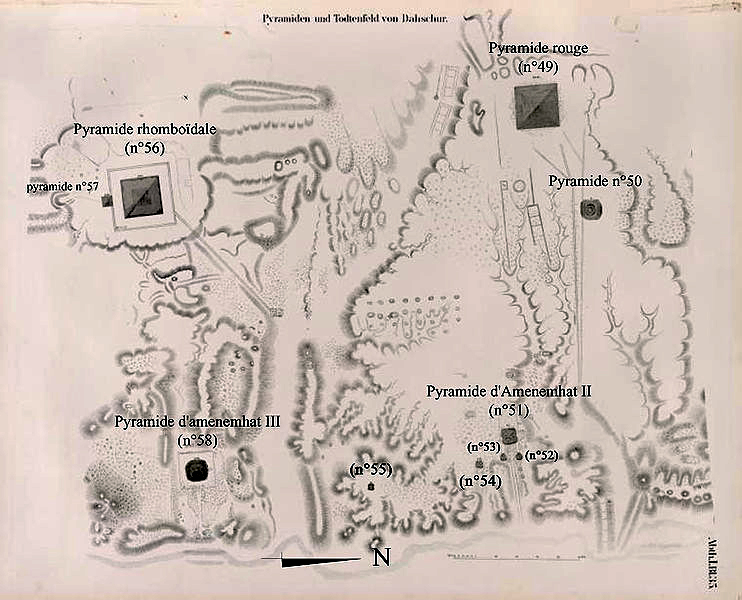
Расположение пирамид в Дахшуре.
Карту составил Карл Рихард Лепсиус

На скалистом плато Дахшура найдены пирамиды IV, XII и XIII династий:
| IV Династия - Ломаная пирамида Снофру - Розовая пирамида Снофру - Пирамида №50 Лепсиуса | XII Династия - Пирамида Аменемхета II, или Белая пирамида - Пирамида Аменемхета III, или Чёрная пирамида - Пирамида Сенусерта (Сесостриса) III | XIII Династия - Пирамида Амени Кемау - Центральная пирамида Дахшура - Пирамида «A» Южного Дахшура - Пирамида «B» Южного Дахшура - DAS 46 - DAS 49 - DAS 50 - DAS 51 - DAS 53 |

Лучше других сохранились Ломаная пирамида и Розовая пирамида фараона Снофру (XXVI в. до н. э.) Именно в этих памятниках путём проб и ошибок египтянам удалось выработать форму «правильной» пирамиды. Пирамиды Аменемхета II и Сенусерта III почти полностью разрушены, однако большой археологический интерес представляют пристроенные к ним гробницы царских родственниц, из которых были извлечены драгоценные клады. Чёрная пирамида Аменемхета III также пользуется популярностью среди туристов, несмотря на своё удручающее состояние.
27 ноября 2018 года в Дахшур под Каиром были обнаружены восемь неразграбленных гробниц, на деревянных саркофагах изображены сцены из загробного мира, центральное место занимает изображение богини неба Нут. Кроме того, тщательно выписаны человеческие лица.

## Иллюстрации

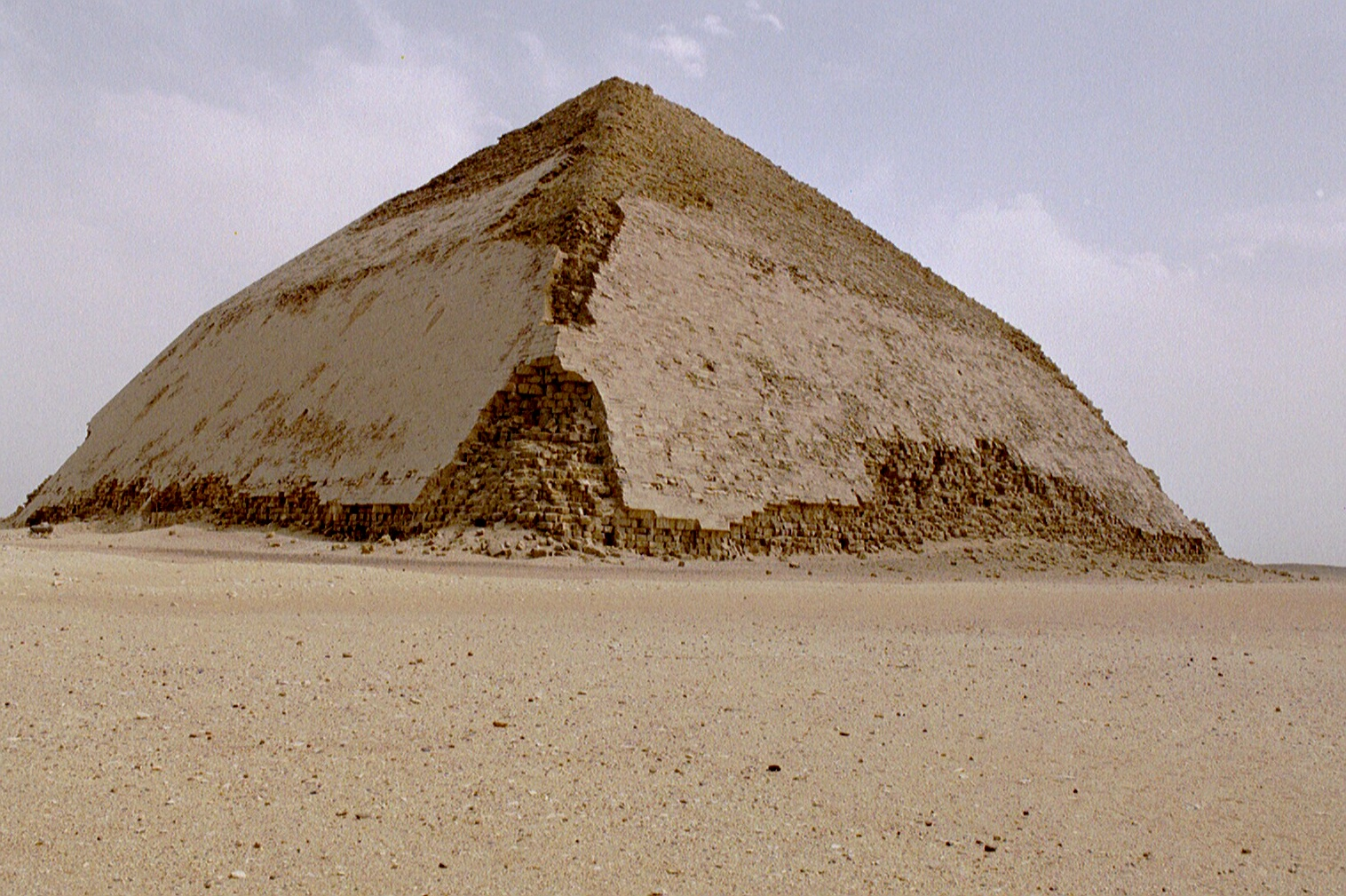
Ломаная пирамида Снофру (IV Династия)
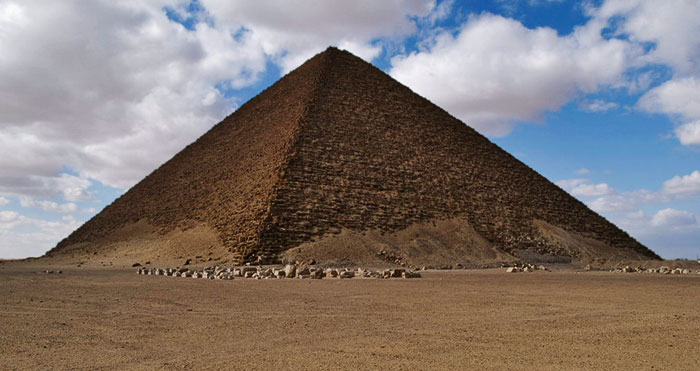
Розовая пирамида Снофру (IV Династия)
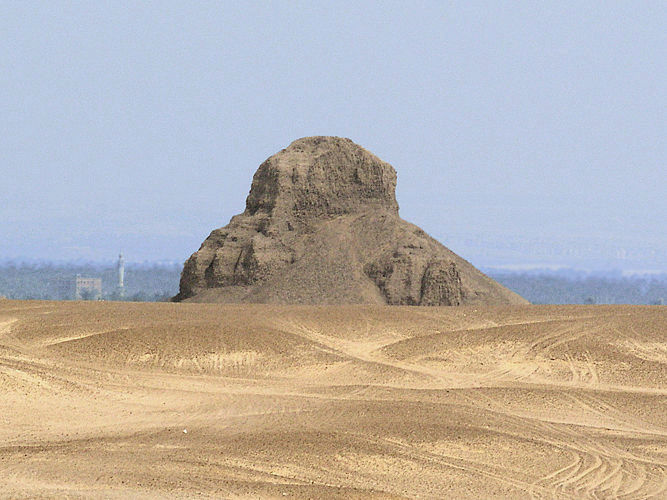
Чёрная пирамида (XII Династия)
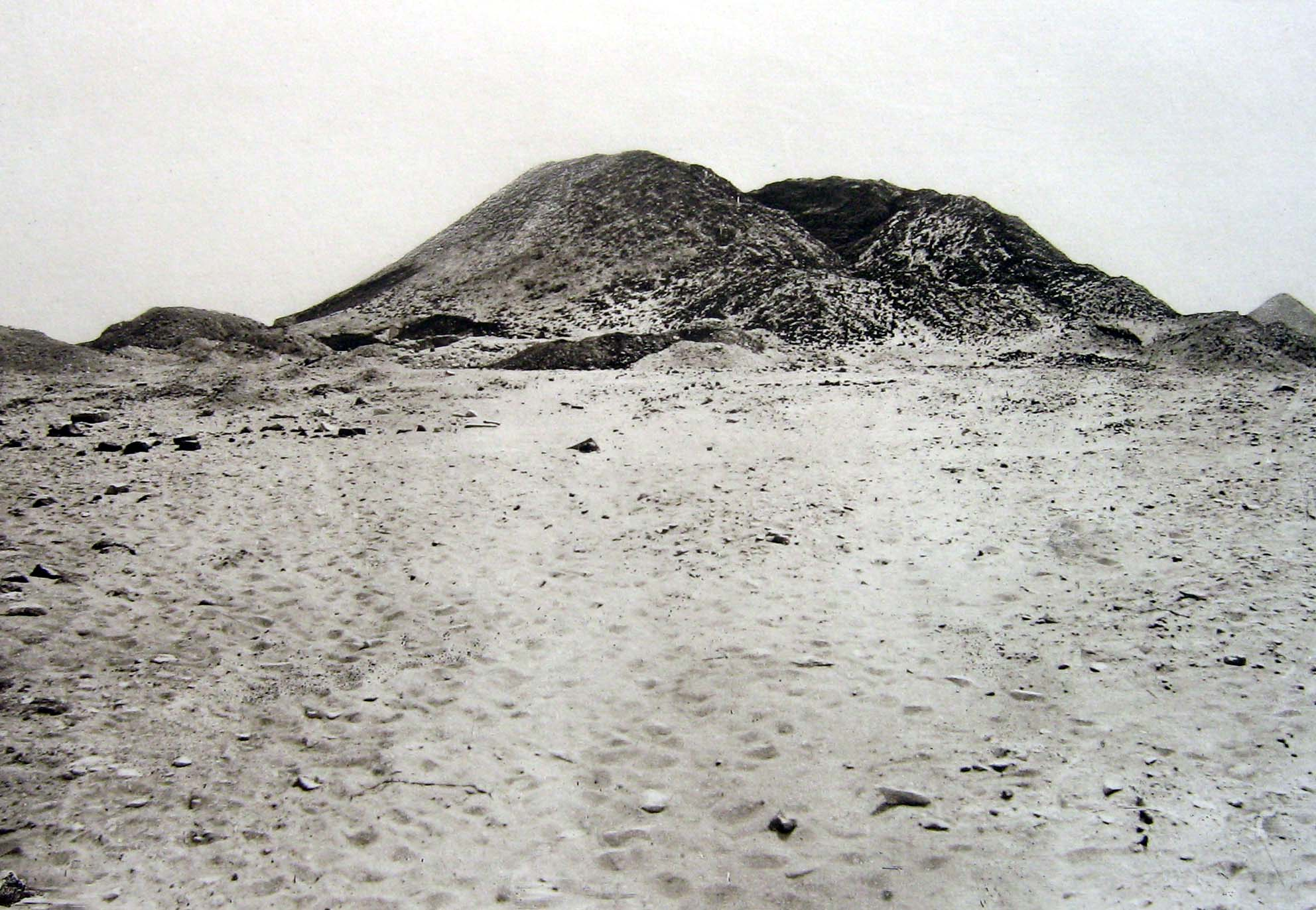
Пирамида Сенусерта III (XII Династия)